# لاك موسيله (كيبك)
لاك موسيله (بالإنجليزية: Lac-Moselle, Quebec)‏ هي منطقة غير المنظمة في كيبيك تقع في كندا في La Vallée-de-la-Gatineau Regional County Municipality. يقدر عدد سكانها بـ 0 نسمة ومساحتها 1,270.30 كم2 .